# Mosegris
Mosegris (latin: Arvicola amphibius) er et pattedyr i Europa og Asien. Den er også kendt som vandrotte, selv om det ikke er en rotte, men en studsmus. På dansk hedder den stor studsmus. Mosegrisen lever såvel nær vådområder som i mere tørre habitater. F.eks. i frugtplantager hvor den kan forvolde stor skade på unge træer, da den æder rødderne.

## Kendetegn
Mosegrisen er Danmarks største studsmus. Kroppen måler 12-20 centimeter og halen 6-10 cm. Den vejer 250-300 gram. Pelsen er ret langhåret og mørkebrun, næsten sort. Halen er hårklædt og halvt så lang som kroppens længde. Snuden er kort og øjnene små, og ørerne er næsten skjult i pelsen. Benene er korte og kan næsten ikke ses, når dyret er i ro. I modsætning til de andre danske smågnavere har mosegrisen kun fem, ikke seks, trædepuder på bagfoden.

## Levevis
Både mosegrise og muldvarpe laver muldskud, og skønt det kan være svært at skelne skuddene, kan de to dyrs aktiviteter om sommeren let skelnes fra hinanden. Mens muldvarpen næsten altid efterlader hullet lukket, er mosegrisens hul (på størrelse med en 5-krone) altid åbent. Mosegrisen laver også adskillige 6-7 cm store lufthuller imellem jordskuddene. Muldvarpen har ingen åbne huller, eller allerhøjst et enkelt i toppen af et muldskud.
Mosegrisen overtager gerne muldvarpens underjordiske gange, for hurtigere adgang og som flugtveje (padder, firben og andre smådyr bruger dem også). Mosegrisen er mest aktiv om dagen hele året rundt, mens muldvarpen er mere nataktiv, hvor de kommer op til jordoverfladen.
Mosegrisen, der er vegetar (i modsætning til muldvarpen), spiser næsten alle former for rodknolde og stauder. Den har også forkærlighed for rødderne fra unge bøgehække og unge stikkelsbærbuske. Derudover rødder fra frugttræer, især unge æbletræer. Nedfaldne æbler skal helst fjernes så hurtigt som muligt, for ikke at lokke flere mosegrise til haven.
I Danmark findes mosegrise i det meste af landet, men forekommer ikke på Lolland, Falster, Møn og Bornholm samt på mindre øer.

### Forplantning
I Danmark kan mosegrisen yngle fra april til november. På en sæson får de normalt 4-5 kuld, som i alt svarer til ca. 20 unger. Deres store formeringspotentiale opvejes af deres relativt korte levetid - en mosegris bliver højst 15-20 måneder gammel.

## Bekæmpelse
Bekæmpelse af mosegrise kan være en svær opgave, alt efter hvor stort området er, og hvor stor bestanden af dem er. Er der et vandløb eller en sø i nærheden, kan man lave et naturligt "hegn", ved at plante almindelig hyld på den side, hvor man vil beskytte imod deres indtrængning i haven. Rødderne indeholder bitterstoffer, som smager grimt, blade og bark indeholder stoffer, der er effektive bræk- og afføringsmidler for pattedyr.
Fælder er også effektive (de samme som bruges til muldvarpe).
Det bedste tidspunkt for bekæmpelse af mosegrise er i foråret/forsommeren april/maj/juni og juli og i efterårsmånederne oktober/november, men mosegrise kan dog bekæmpes hele året med fælder.
Rottefælder (klapfælder) kan også bruges, med et æblestykke og en stor urtepotte over udgangshullet og selve fælden, så der ikke kommer andre dyr i klapfælden, såsom solsort eller hjemmets husdyr som hund og kat.
Muldvarpeskræmmere (el-/batteridrevet afskrækker med lav/højfrekvensvibrationer), som skulle skræmme muldvarpe og mosegrise væk, virker ikke.
Statens Skadedyrslaboratorium har lavet forsøg med mosegrise, og de er fuldstændigt ligeglade med lav/højfrekvent lyd i jorden.
I Danmark er der ikke foretaget undersøgelser på muldvarpers reaktioner på disse lyde. Det er der til gengæld i Tyskland. Og tyske muldvarper er ligesom danske mosegrise bedøvende ligeglade med lav/højfrekvent lyd.
Giftstofbekæmpelse kan kun anbefales via et firma for skadedyrsbekæmpelse, da nogle giftstoffer er så farlige, at der kræves autorisation for at bruge dem.
Det har noget at gøre med giftighed for nærmeste omgivelser (giften kan føres med til andre dyr i fødekæden), forgiftning af grundvand, selve midlets giftighed og nedbrydningstid.
Faktisk har man kunnet konstatere et alt for højt indhold af bromadiolon i danske ugler, rovfugle og rovdyr.
Aktivstoffet er det samme som i rottegift, og for rotter har man som bekendt kunnet konstatere resistens.